# غيورغ فيلهلم (ناخب براندنبورغ)
غيورغ فيلهلم (Georg Wilhelm؛ كولن، 13 نوفمبر 1595 - كونيغسبيرغ، 1 ديسمبر 1640) من سلالة آل هوهنتسولرن كان مرغريف براندنبورغ ووناخبها ودوق بروسيا منذ سنة 1619 حتى وفاته. واتسمت فترة حكمه بحكم غير فعال خلال حرب الثلاثين عاما، وهو والد فريدرش فيلهلم "الناخب الأكبر".

## سيرته

### النشأة
ولد غيورغ فيلهلم في كولن على نهر شيريه إبناً ليوهان زيغسمونت، مرغريف براندنبورغ وآنا البروسية. وجده لأمه ألبرشت فريدرش، دوق بروسيا.
في عام 1616 تزوج غيورغ فيلهلم من إليزابت شارلوت فون بالاتينات، عـُرف ابنهما الذكر الوحيد فريدرش فيلهلم، ناخب براندنبورغ لاحقاً بلقب «الناخب الكبير»، في حين تزوجت ابنته البكر، شارلوت لويز من ياكوب كتلر دوق كورلاند، وتزوجت الصغرى هدفيغ صوفي من فيلهلم السادس لاندغراف هسن-كاسل.

### حكمه
سنة 1619 ورث غيورغ فيلهلم مرغريفية براندنبورغ ودوقية بروسيا، قدم فروض الطاعة الإقطاعية شخصياً لملك بولندا زغمونت الثالث فاسا، في سبتمبر 1621 بوارسو (كانت دوقية بروسيا إقطاعية لمملكة بولندا آنذاك)، تجدد تقديم فروض الولاء الإقطاعي سنة 1633 بعد انتخاب الملك البولندي الجديد فواديسواف الرابع.
حاول غيورغ فيلهلم خلال حرب الثلاثين عاما البقاء على الحياد بين قوات الكاثوليكية لإمبراطورية الرومانية المقدسة والإمارات البروتستانتية. بما أن أخته ماريا إليونورا براندنبورغ كانت ملكة السويد، كان على غيورغ فيلهلم أن يناور بين طلبات المساعدة من صهره البروتستانتي غوستاف الثاني أدولف ملك السويد ومستشاريه البروتستانت من جهة ومستشاره الكاثوليكي الكونت آدم فون شفارتسنبرغ من جهة أخرى.
رغم محاولاته في البقاء على الحياد، ارغم صهره غوستاف الثاني غيورغ فيلهلم للانضمام إلى القوات البروتستانتية سنة 1631، كان حكمه ضعيفاً وغير فعالة إلى حد كبير، لكون قدر كبير من مسؤوليات الحكومة في براندنبورغ بروسيا كان يتولها شفارتسنبرغ لمعاناة البلاد بشدة أثناء الحرب. حرقت ونهبت القوات البروتستانتية والكاثوليكية على حد سواء المنطقة وتضرر السكان هناك كما حال في جميع أنحاء الدول الألمانية الأخرى.
حافظ غيورغ فيلهلم على التحالف السويدي مع صهره غوستاف الثاني الذي توفى عام 1632، وبعده انضم إلى عصبة هايلبرون المدعومة من قبل السويديين، حتى هزيمتهم في معركة نوردلنغن في سبتمبر 6 1634، وعندها سحب غيورغ فيلهلم براندنبورغ من الحرب ووقع صلح براغ مع الامبراطور فرديناند الثاني في 30 مايو 1635، تاركاً شفارتسنبرغ مسؤولاً عن الحكومة، أوى غيورغ فيلهلم سنة 1637 إلى منطقة آمنة نسبياً من دوقية بروسيا، حيث تقاعد حتى وفاته في كونيغسبرغ سنة 1640.